# إدغار فون جيرك
إدغار أوتو كونراد فون جيرك  (9 فبراير 1877، بريسلاو - 21 أكتوبر 1945، كارلسروه) كان عالم أمراض ألماني يهودي في  تخصص علم الجليكوجين واكتشف مرض تخزين الجليكوجين من النوع الأول (المعروف سابقا باسم مرض فون جيرك) في عام (1929).

## حياة مبكرة
ولد إدغار في عام (1877) في مقاطعة سيليزيا البروسية في بريسلاو لعائلة ألمانية بوميرانية مشهورة. وكان ابن الباحث القانوني المعروف أوتو فون جيرك وماري كايسيلي إليز (ليلي) في لونينغ (1850-1936). وكان لإدغار أخت تدعى آنا فون جيرك وشقيق يدعى جوليوس. ماري كانت مسيحية إنجيلية ولكن والديها كانا قد تحولا من اليهودية إلى المسيحية في أربعينيات القرن التاسع عشر قبل ولادتها. وكانت ماري قد اعتنقت المسيحية. وعلى هذا فقد اعتبرت في ظل القوانين العرقية للحكم النازي الألماني يهودية مثل إدغار الذي صنف  «سوء الخلل من الدرجة الأولى» («نصف سلالة من الدرجة الأولى») من قبل الحزب النازي.
في عام 1896، خدم فون جيرك لمدة عام واحد كمتطوع عسكري في فوج المدفعية الميدانية في سيليزيا، ثم عمل بعد ذلك كجراح في الاحتياط خلال الحرب العالمية الأولى، شارك في معركة لورين.

## تعليم ووظيفة
حصل على الدكتوراه الطبية في جامعة هايدلبرغ في عام 1901 وأصبح محاضرا في جامعة فرايبورغ في 1904. بعد عدة سنوات أصبح وكيل نيابة في مستشفى البلدية في كارلسروه. وفي عام 1908، تولى فون جيركي منصب إدارة معهد الأمراض والبكتريولوجي في مستشفيات كارلسروه البلدية لزميله إرنست شوالبي واحتفظ بهذا المنصب لما يقرب من 30 عاما. في عام 1911، أصبح فون جيرك أيضا أستاذا مشاركا في علم البكتيريا في معهد كارلسروه للتكنولوجيا. خلال مسيرته المهنية، نشر كتاب التشريح سماه  كتاب الجيب للتشريح المرضي.

### مرض فون جيرك
نشر فون جيرك مقالًا أساسيًا في عام 1929 يوضح بالتفصيل اكتشافه لمرض تخزين الجليكوجين الموصوف حديثًا والذي أثر على الكبد والكليتين والذي اكتشفه في تشريح جثة طفل مصاب. في الأصل أطلق على المرض اسم «الجليكوجينيات ضخامة الكبد والكلى». تمت مكافأة إنجاز فون جيرك لاحقًا وتم منح المرض لاحقًا تمييزًا مسميا لكونه معروفًا باسم مرض فون جيرك، والذي تمت إعادة تسميته لاحقًا إلى مرض تخزين الجليكوجين من النوع الأول.

### ألمانيا النازية
واضطر فون جيرك إلى التقاعد قبل الأوان من قبل الرايخ الثالث النازي في أيلول/سبتمبر 1937، وأجبر بعد ذلك على الخروج من التقاعد وإدارة قسم الأمراض في مستشفى كارلسروه البلدي بسبب نقص الموظفين. وتقاعد مرة أخرى بالقوة في عام 1940 عندما قام ريتشارد بوهميغ، الذي حل محله مؤقتا بينما خدم بوهميغ في الحرب العالمية الثانية، عاد إلى خدمته في مستشفى البلدية بعد تسريحه من خدمته العسكرية.
إن وجهات نظر فون جيرك بشأن الحزب النازي سيئة الفهم بسبب الافتقار إلى المعلومات. وقد استعادة بعض الرسائل التي وقعها فون جيرك «هايل هتلر»، وذكر في استبيان سياسي يديره الحزب النازي أنه كان عضوا في الجماعات النازية المعروفة باسم جبهة العمل الألمانية، (اتحاد رايش للموظفين المدنيين الألمان)، ورابطة الأطباء الألمان الاشتراكية الوطنية، ولكن يعتقد علماء التاريخ الحديث أن مثل هذه العضوية والإجراءات كانت نتيجة لضغوط سياسية وتوقعات وليس نتيجة للتعاطف الحقيقي مع الحزب النازي.

## حياة شخصية
تزوج جولي براون في عام 1912 وأنجبا أربعة أطفال في عام 1945، توفي فون جيرك بسبب مرض القلب التقدمي المجهول عن عمر يناهز 68 عاما.

## جوائز
ولخدمته العسكرية كجراح أثناء الحرب العالمية الأولى، تلقى فون جيرك الصليب الحديدي من الدرجة الأولى والثانية  والصليب الثاني من الفارس، وكذلك السيوف من وسام الأسد الزهر ينغر. الشارع في كارسلروه سمي بعده على شرفه.